# Christian Leopold von Buch
Christian Leopold von Buch (Stolpe, 26 aprile 1774 – Berlino, 4 marzo 1853) è stato un geologo e paleontologo tedesco, fra i più eminenti del XIX secolo.

## Biografia
Nacque a Stolpe, studiò insieme a Alexander von Humboldt sotto Abraham Gottlob Werner.
Von Buch compì numerosi viaggi e compilò numerose opere di carattere geologico, soprattutto sul vulcanismo, ma anche sui fossili.